# 受胎告知 (ヴェロネーゼ、ティッセン＝ボルネミッサ美術館)
『受胎告知』（じゅたいこくち、伊: L'Annunciazione, 英: The Annunciation）は、イタリアのルネサンス期のヴェネツィア派の画家パオロ・ヴェロネーゼが1580年ごろに制作した絵画である。油彩。『新約聖書』「ルカによる福音書」1章で言及されている、大天使ガブリエルによる受胎告知を主題としている。晩年の作品で、いくつか知られているヴェロネーゼの受胎告知の作例の1つ。美術収集家ハンス・ハインリヒ・ティッセン＝ボルネミッサ男爵によって所有され、男爵が創設したマドリードのティッセン＝ボルネミッサ美術館に収蔵された。現在はバルセロナのカタルーニャ国立美術館に寄託されている。

## 作品

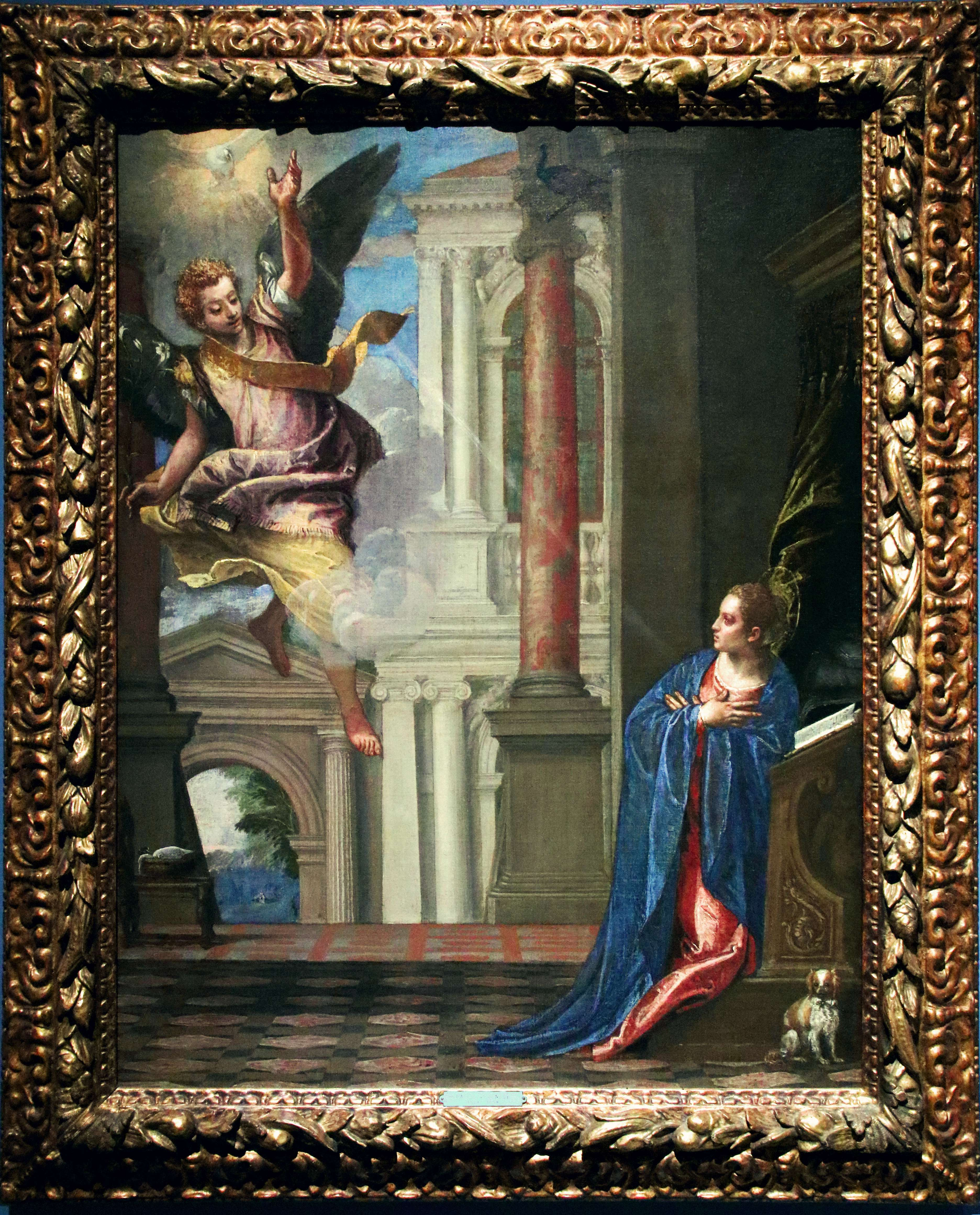
額縁。

それまで書見台の前で書物を読んでいた聖母マリアは大天使の出現によって読書を中断し、大天使のほうに向き直ってひざまずいている。出現した大天使は繊細かつ優美であり、雲とともに空中に浮かんでいる。大天使は右手に白い百合の花を持ち、左手を天に向かって掲げている。天使の頭上には聖霊である白い鳩が降臨し、聖霊の発する一筋の光が聖母マリアの胸に達しており、聖母の手の位置は大天使が発した神のメッセージおよび聖霊を受け入れていることを示している。ヴェロネーゼは物語を象徴する細部を慎重に画面に配置している。聖母の隣の前景には小型犬が座っており、画面右上の柱頭の上には孔雀が止まっている。画面左端のスツールの上には聖母が使用する仕事用のかごが置かれている。背景の絵画空間は2つの異なるフィールドに分割されている。受胎告知の場面が描かれている前景の領域は、パターン化されたタイルで敷き詰められている。この床は広く開かれ、その向こう側に記念碑的な建築要素の集合体が建っており、アーチの先に遠くの田園風景を垣間見ることができる。
美術史家ウィリアム・スイダ、バーナード・ベレンソン、ライモント・ファン・マール、テリージョ・ピニャッティ、フィリッポ・ペドロッコ（Filippo Pedrocco）らの見解に見るように、一般的にヴェロネーゼの作品と見なされている。唯一の例外はレミヒオ・マリーニ（Remigio Marini）であり、ヴェロネーゼの弟ベネデット・カリアリの筆がかなり入った工房作と考えた。
ベレンソンとルドルフ・ハイネマンは制作年代を1560年ごろとしたが、ピニャッティとペドロッコは現在ヴェネツィアのアカデミア美術館に所蔵されている同主題の大キャンバス画と比較し、アカデミア美術館のバージョンより少し遅い1580年代初頭に置いた。確かにどちらも建築要素にかなりの重点を置いているが、ヴェロネーゼは一般的に受胎告知の場面にシンプルな舞台設定を用いた。むしろ複雑な建築要素を備えたアカデミア美術館のバージョンは異例である。本作品はまたナショナル・ギャラリー・オブ・アートのバージョンとも比較されている。

## 来歴
制作経緯や来歴の大部分は不明である。おそらくヴェネツィアのカ・サグレドで記録された『受胎告知』と同一の作品と考えられており、1743年4月にジョヴァンニ・バッティスタ・ティエポロはこの作品を380ドゥカートという高額で評価している。しかしその後絵画は所在が分からなくなった。現在の絵画はハインリヒ・ティッセン＝ボルネミッサ男爵が最初に購入した作品の1つで、以前の所有者は不明であるという。
この作品が初めて一般に公開されたのは、1930年にミュンヘンのノイエ・ピナコテークで開催された展覧会においてであった。その後、1961年のロンドンや1987年から1988年のマドリードなど他の展覧会にも出品された。
2004年、カタルーニャ国立美術館に寄託された。

## ギャラリー
ヴェロネーゼの他のバージョン

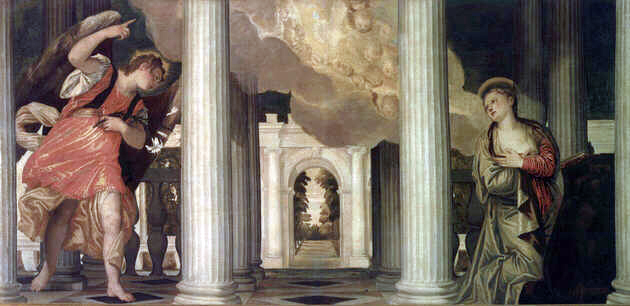
『受胎告知』1551年-1556年ごろ ウフィツィ美術館所蔵
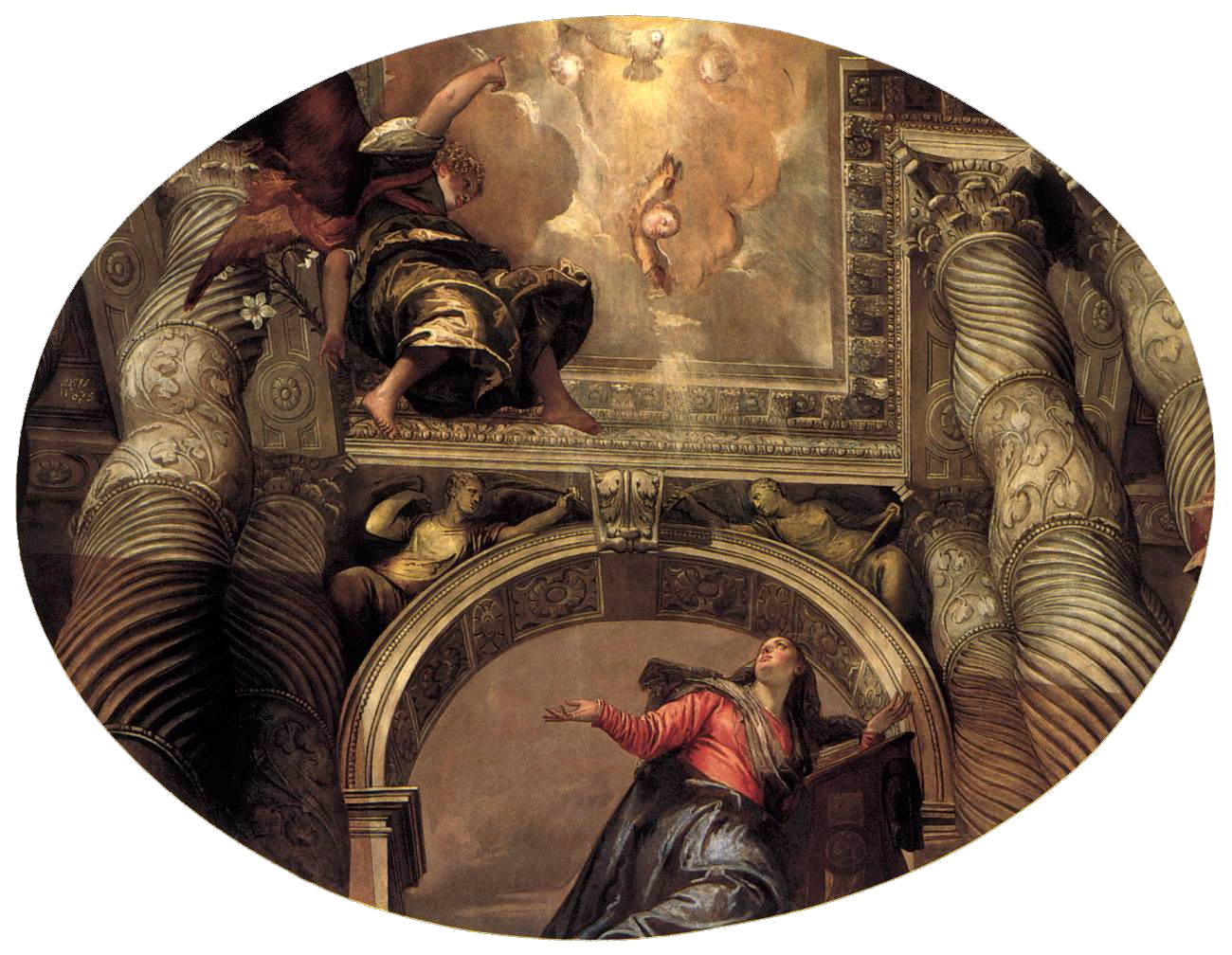
『受胎告知』1558年ごろ サンティ・ジョヴァンニ・エ・パオロ聖堂所蔵
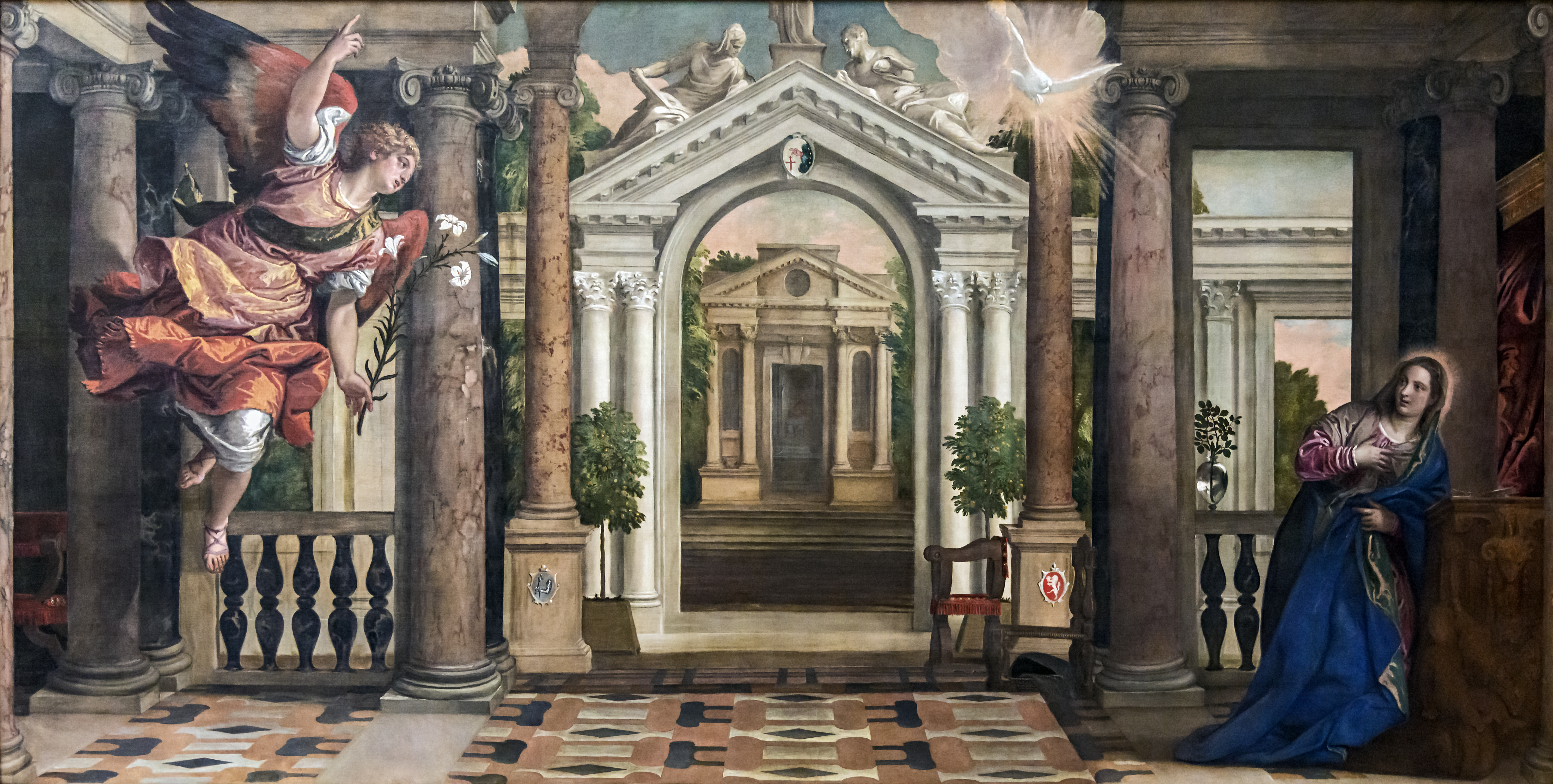
『受胎告知』1578年 アカデミア美術館所蔵

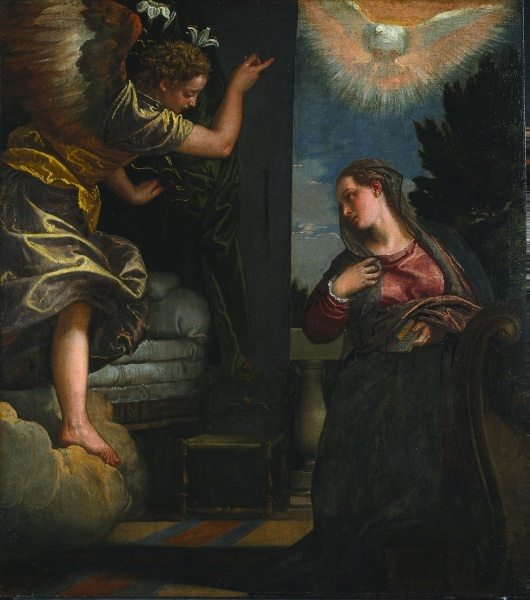
『受胎告知』1580年ごろ クリーブランド美術館所蔵
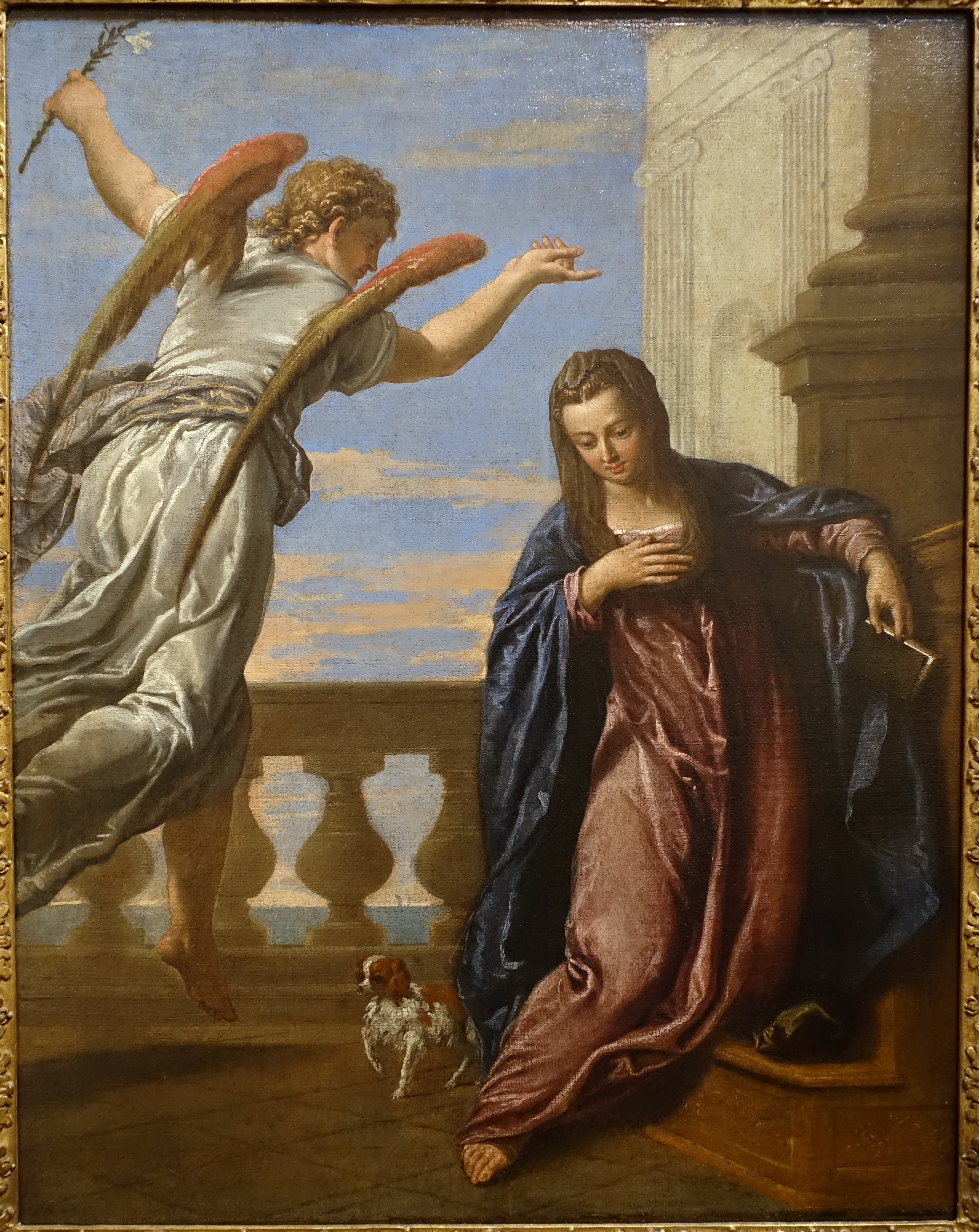
工房作『受胎告知』1580年ごろ ブラントン美術館所蔵
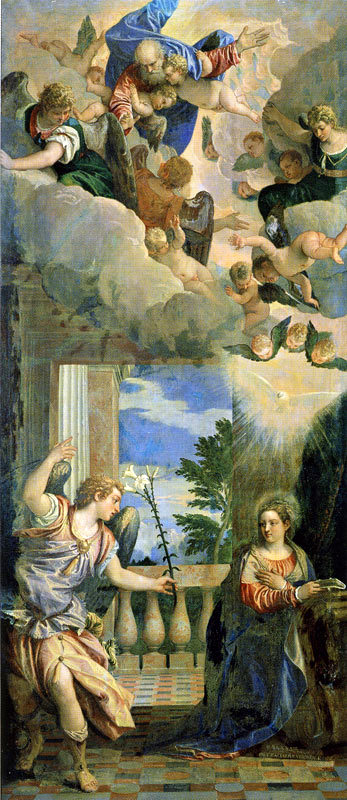
『受胎告知』1583年 エル・エスコリアル修道院所蔵
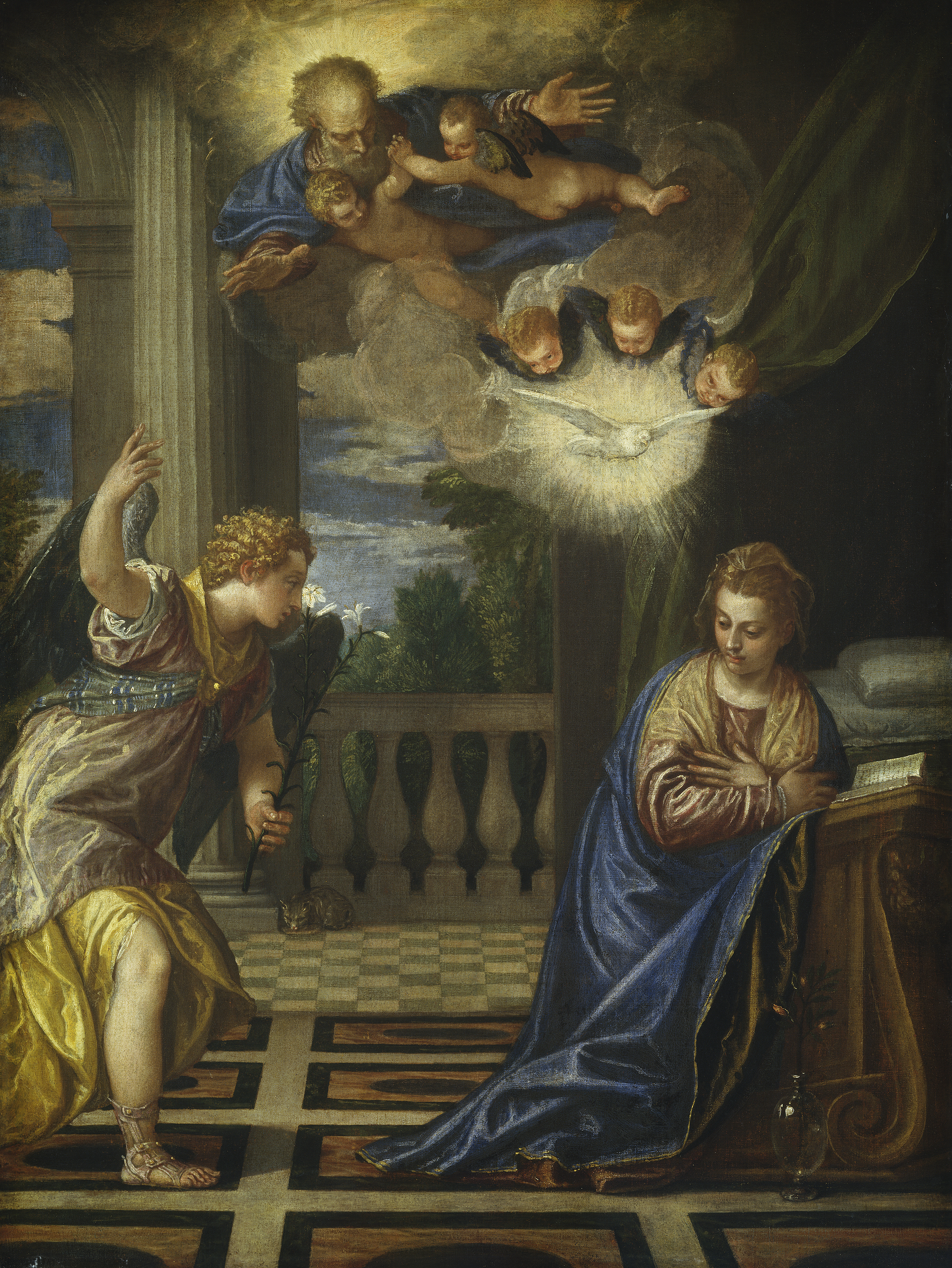
『受胎告知』1583年-1584年 ワシントン・ナショナル・ギャラリー所蔵